# アクサルト
アクサルト（Axalto SA ）は、かつて存在していたフランスのスマートカード技術開発企業。シュルンベルジェのIT部門を起源とするが、本社はオランダ。株式はフランスの一部に上場されている。FOMAカード製造元の一つ。

## 概要
開発拠点はフランスを中心に北京やオースチン、製造拠点はフランス、香港、ブラジル、メキシコなど全世界に広がる。
1980年代（前身のシュルンベルジェ社時を含む）より、携帯電話用のSIM、銀行用ICカード、非接触ICカードを用いた社員学生証などの製造開発を手がける。ICカードの世界市場で最大手の一つであった。シュルンベルジェがセマグループを買収したとき、アクサルトの前身はシュルンベルジェセマに統合された。シュルンベルジェセマがアトス・オリジンに売却されると、スマートカード事業と枝葉事業が分離してアクサルトになり、2004年にアクサルトは上場し株式公開した。2006年に同業のジェムプラスと合併しジェムアルトとなった。日本法人は、アクサルト株式会社という名称であったが、2007年11月1日、ジェムプラスの日本法人である日本ジェムプラス株式会社との合併により、ジェムアルト株式会社となった。